# Eduard Lazarev
Eduard Leonidovici Lazarev (n. 19 decembrie 1935 – d. 10 ianuarie 2008), a fost un compozitor din Republica Moldova.
Este compozitorul imnului RSS Moldovenești împreună cu Ștefan Neaga.
A scris muzică de balet și coloane sonore pentru filmele:
- 1973  Acuzații de omor
- 1973  Dimitrie Cantemir
- 1976  Nimeni în locul tău
- 1976  Pe urmele fiarei

În aprilie 1979 și-a făcut o intrare foarte apreciată la Teatrul Balșoi de la Moscova, prin combinarea muzicii cu fragmente din discursurile rostite de Vladimir Lenin, în opera intitulată Chemarea Revoluției (Leniniana). Opera a durat doar nouă spectacole și după această experiență limitată Lazarev și-a continuat activitatea în Moldova Sovietică.
Între 1974 și 1983, el a scris Maestrul și Margarita, un balet în 8 acte 